# Protestantyzm w Tajlandii

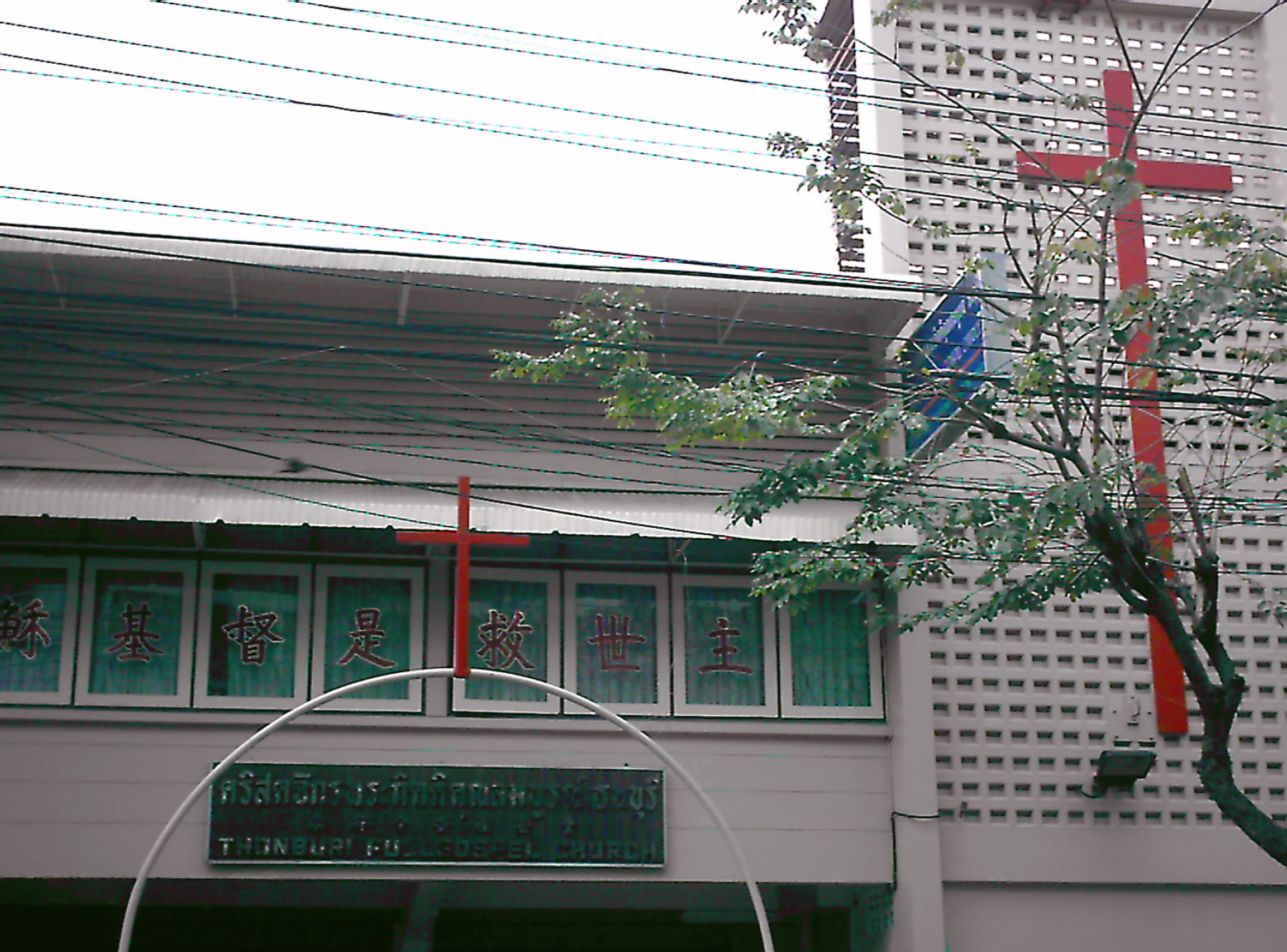
Kościół zielonoświątkowy w Bangkoku, Tajlandia

Protestantyzm w Tajlandii, według różnych szacunków, reprezentowany jest przez 0,4–0,7% społeczeństwa (300 000 – 500 000). Pierwsi protestanci pojawili się w tym kraju w roku 1816.

## Kościół Chrystusowy w Tajlandii
Największym wyznaniem protestanckim w kraju jest Kościół Chrystusowy w Tajlandii (ok. 130 tysięcy wiernych). Ma on charakter federacyjny i stanowi stowarzyszenie powstałe z połączenia różnych protestanckich wyznań. Utworzony został w 1934 r. pod nazwą Kościół Syjamu. Przeważająca większość zborów, które weszły w skład Kościoła Chrystusowego była wyznania prezbiteriańskiego, choć do Kościoła przystąpili także niektórzy baptyści i Kościoły Chrystusowe. Także członkowie luterańskiej Niemieckiej Misji Marburskiej postanowili się przyłączyć do nowo powstałej denominacji. Pierwotnie, Kościół podzielony był na siedem dystryktów, z czego sześć miało charakter podziału geograficznego, zaś jeden – etnicznego (Chińczycy Han). Oprócz krótkiego okresu podczas II wojny światowej dominujący wpływ prezbiterian na nową denominację utrzymywał się aż do późnych lat 70. XX wieku. 
Począwszy od lat 90. XX wieku struktura demograficzna Kościoła uległa poważnym zmianom. Wpływ prezbiterian i nurtu ewangelickiego na Kościół zaczął słabnąć, podczas gdy nurt ewangelikalny osiągnął zdecydowany sukces, o czym może świadczyć fakt, iż obecnie około połowę wiernych całego Kościoła Chrystusowego stanowią członkowie plemiennych zborów o charakterze zdecydowanie baptystycznym.
Kościół Chrystusowy w Tajlandii jest członkiem Światowej Rady Kościołów i Chrześcijańskiej Konferencji Azji. Jego struktura organizacyjna stanowi połączenie elementów prezbiteriańskich (typowych dla prezbiterian) oraz kongregacjonalnych (typowych dla baptystów i Kościołów Chrystusowych). W Kościele działają zbory posługujące się językami: tajskim, chińskim, kareńskim oraz angielskim.
Kościół zaangażowany jest w rozwiązywanie lokalnych problemów społecznych (opieka zdrowotna, edukacja) oraz działania na polu ekumenicznym.
W latach 2004–2005 Kościół odgrywał znaczącą rolę w działaniach na rzecz niesienia pomocy ofiarom trzęsienia ziemi na Oceanie Indyjskim w 2004 r.

## Niezależne wyznania protestanckie
Oprócz Kościoła Chrystusowego, w Tajlandii działają także:
- baptyści[3],
- zielonoświątkowcy[4],
- adwentyści dnia siódmego[5],
- metodyści[6],
- luteranie[7].

Jedną z największych niezależnych grup protestanckich w Tajlandii jest Fundacja Ewangeliczna. Oprócz Kościoła Chrystusowego istnieją w Tajlandii dwie protestanckie denominacje uznane przez państwo za Kościoły – Fundamentalny Niezależny Kościół Baptystyczny oraz Kościół Adwentystów Dnia Siódmego Pierwsi adwentyści pojawili się w Tajlandii w 1919 r. Obecnie Kościół adwentystyczny posiada w tym kraju 8 tysięcy wiernych zrzeszonych w 35 zborach.

## Działalność
Tajlandzkie kościoły protestanckie są zaangażowane na dużą skalę w zagadnienie opieki zdrowotnej. W kraju działają dwa szpitale prowadzone przez protestantów, w tym jeden przez adwentystów: Szpital Chrześcijański w Bangkoku oraz Szpital Misji Adwentystycznej w Bangkoku. Są to jedne z najlepiej wyposażonych szpitali w Tajlandii.
Dzięki wysiłkom protestantów, w 1966 r. oficjalnie powołano Tajlandzkie Towarzystwo Biblijne, choć początek działalności towarzystwa biblijnego w tym kraju sięga 1828 r. Pierwszy Nowy Testament w języku tajskim wydano w 1834 r. Cała Biblia (według kanonu protestanckiego) ukazała się w 1883 r. W 2005 r. Tajlandzkie Towarzystwo Biblijne rozpowszechniło 43.750 egzemplarzy Biblii w języku tajskim oraz 9.629 egzemplarzy Nowych Testamentów.